# إقليم إيرونغو
 'Erongo' إيرونغو هي واحدة من مناطق ناميبيا 13. وهي تتألف من سواكوبموند حي قضائية تصل إلى نهر Ugab وتشمل خليج والفيس، Omaruru وKaribib الدوائر القضائية. يدعى هذا المنطقة بعد جبل إيرونغو، علامة بارزة معروفة في ناميبيا وفي هذا المجال. وترتبط جميع المراكز الرئيسية في هذه المنطقة عن طريق الطرق المعبدة.
في الغرب، إقليم إيرونغو لديه الشاطئ على المحيط الأطلسي. على الأرض، فإنه تقع على الحدود مع المناطق التالية:
- كونين - شمال
- إقليم أوتجوزوندجوبا - شرق
- خماس - جنوب شرق
- هارداب - الجنوب

## الاقتصاد
وتقع المناطق Omaruru، Karibib، وOkombahe / معهد اليونسكو للإحصاء / Tsubeses جميع في منطقة زراعية شبه القاحلة ولها نمط الزراعة متجانسة، والتي هي في معظمها تربية المواشي. فهو يجمع بين أيضا أن الزراعة الجماعية مع الزراعة التجارية. وبالتالي فإن الحاجة إلى إنتاج وتسويق متشابهة جدا والمجتمع الزراعي لديه الاهتمام المشترك المتميزة التي تميز منطقتهم من أوكاهانديا ‏ أو أوتجيوارونغو المناطق التي هي أكثر تركزت حول الزراعة الصناعية الاحتياجات.
تحدث العديد من التعدين العمليات داخل هذه المنطقة في أماكن مثل Navachab وعلى نطاق أصغر في أماكن المحيطة معهد اليونسكو للإحصاء والمنطقة الصحراوية. لديها Karibib أيضا صناعة الرخام. والفيز بأي، تدمج بالكامل في منطقة إيرونغو في عام 1994، هو المنزل الرئيسي لصناعة صيد الأسماك في ناميبيا. سواكوبموند و Langstrand هي المنتجعات الشاطئية شعبية. Arandis يدعم صناعة التعدين وسواكوبموند تفتخر التصنيع.
هذه المنطقة، مع ربط عملتها ساحل ناميبيا، وضعت بشكل جيد. و، مع وجود استثناءات قليلة، راسخة مرافق مثل المدارس والمستشفيات والعيادات، وتوفير خدمات الكهرباء والاتصالات السلكية واللاسلكية.

## الدوائر الانتخابية
وتضم المنطقة سبعة دوائر الانتخابية :
1. Omaruru
2. Karibib
3. Dâures (سابقا  Brandberg دائرة "')
4. Arandis
5. سواكوبموند
6. خليج والفيس الريفية
7. خليج والفيس الحضري

## التركيبة السكانية
وفقا لتعداد السكان والمساكن ناميبيا عام 2001، كان إيرونغو يبلغ عدد سكانها 107663 (50040 إناث والذكور 57616 أو 115 ذكر لكل 100 أنثى) بمعدل نمو سنوي قدره 1.3٪. كان [] معدل الخصوبة [] 3.2 طفل لكل امرأة. 80٪ يعيشون في المناطق الحضرية بينما يعيش 20٪ في المناطق الريفية، وتبلغ مساحتها 63579 على & nbsp؛ كم² ، وكانت الكثافة السكانية 1.7 أشخاص لكل كم ² . حسب العمر، وكان 11٪ من السكان تحت سن 5 سنوات، و 18٪ بين 5-14 سنة، 64٪ بين 15-59 عاما، و 6٪ 60 سنة وما فوق. تم تقسيم المجتمع إلى 27496 أسرة، مع متوسط حجم 3.8 شخص. وكان 35٪ من الأسر لربة المنزل، في حين أن 65٪ من الذكور. لتلك السنوات 15 و كبار السن، وكان 57٪ لم يتزوج قط، 24٪ متزوج ولديه شهادة، 2٪ تزوج تقليديا، و 10٪ تزوج بالتراضي، وقد طلق 2٪ أو المنفصلين، وكانت أرملة 3٪. قالب:يستشهد على شبكة الإنترنت
وكانت اللغات التي يتحدث الأكثر شيوعا في المنزل أوشيوامبو (37٪ من الأسر)، اللغة الأفريكانية (22٪)، و دامارا / ناما (21٪). لتلك السنوات 15 و كبار السن، وكان معدل الإلمام بالقراءة والكتابة 92٪. من حيث التعليم، و 89٪ من الفتيات و 86٪ من الأولاد الذين تتراوح أعمارهم بين 6-15 كانوا يحضرون المدرسة، وتلك التي يتجاوز عمرها 15 عاما، وكان 79٪ تركت المدرسة، كانت 9٪ حاليا في المدرسة، وكان 8٪ أبدا حضر.
وكان معدل العمالة للقوى العاملة (71٪ من تلك 15+) 66٪ يعملون و 34٪ عاطلون عن العمل. خلال تلك السنوات 15+ القديم وليس في قوة العمل (24٪)، وكانت 35٪ للطلاب، و 34٪ ربات البيوت، و 31٪ تقاعد، قديمة جدا، الخ
بين الأسر، كان 96٪ المياه الصالحة للشرب، و 12٪ لا مرفق المرحاض، 73٪ الكهرباء للإضاءة، و 89٪ الوصول إلى الإذاعة، وكان 20٪ الخشب أو الفحم للطهي. من حيث المصادر الرئيسية للدخل الأسرة، وتستمد 4٪ من الزراعة، و 67٪ من الرواتب والأجور والتحويلات النقدية 8٪ و 8٪ من رجال الأعمال أو غير الزراعية، و 10٪ من المعاش التقاعدي.
لكل 1000 ولادة حية كانت هناك 43 حالة وفاة الرضع الإناث و 54 من الذكور. وكان متوسط العمر المتوقع عند الولادة 59 سنة للإناث و 54 للذكور. بين الأطفال الذين تقل أعمارهم عن 15 عاما، وكان 3٪ فقدت الأم، 5٪ أب، وتيتموا 1٪ من كلا الوالدين. وكان 4٪ من مجموع السكان الإعاقة، منها 21٪ كانت صماء، و 41٪ أعمى، كان 10٪ من إعاقة الكلام، و 10٪ من ناحية العجز، و 22٪ العجز الساق، والإعاقة العقلية 4٪.

## وصلات خارجية
- موسوعة المقاتل
- الموسوعة العربية
- ناميبيا جوهرة أفريقيا المنسية[وصلة مكسورة] استطلاع مصور من مجلة العربي.
- Namibia  على كتاب حقائق العالم
- ناميبيا من UCB Libraries GovPubs
- إقليم إيرونغو على مشروع الدليل المفتوح
- أطلس ويكيميديا حول ناميبيا
- Key توقعات التنمية في ناميبيا من International Futures

الحكومة
- جمهورية ناميبيا بوابة الحكومة
- رئيس الدولة وأعضاء مجلس الوزراء

التعليم
- ناميبيا

الفساد
- ملف الفساد في ناميبيا من Business Anti-Corruption Portal

متنزهات وطنية
- إيتوشا الوطني